# Cherryvale (Kansas)
Cherryvale is een plaats (city) in de Amerikaanse staat Kansas, en valt bestuurlijk gezien onder Montgomery County.

## Demografie
Bij de volkstelling in 2000 werd het aantal inwoners vastgesteld op 2386.
In 2006 is het aantal inwoners door het United States Census Bureau geschat op 2271, een daling van 115 (-4,8%).

## Geografie
Volgens het United States Census Bureau beslaat de plaats een oppervlakte van
4,1 km², waarvan 4,0 km² land en 0,1 km² water. Cherryvale ligt op ongeveer 259 m boven zeeniveau.

## Plaatsen in de nabije omgeving
De onderstaande figuur toont nabijgelegen plaatsen in een straal van 24 km rond Cherryvale.

## Geboren in Cherryvale
- Louise Brooks (1906-1985), actrice
- Vivian Vance (1909-1979), actrice en zangeres